# Szodomai alma
A szodomai alma (Calotropis procera) a tárnicsvirágúak (Gentianales) rendjébe, ezen belül a meténgfélék (Apocynaceae) családjába tartozó faj.

## Előfordulása
A szodomai alma Afrika északi felében, majdnem mindenhol őshonos, továbbá Ázsia nyugati és déli részein is megtalálható. A Dél-afrikai Köztársaságba, Ausztráliába, Mexikóba, Kaliforniába, Hawaiiba és Dél-Amerika több országába is betelepítették.

## Alfaja
- Calotropis procera subsp. hamiltonii (Wight) Ali

## Megjelenése
E növényfaj levele akár 30 centiméter hosszú is lehet; virága 1,5-2,5 centiméteres. A pártacimpák többnyire harangszerűen összehajlanak, és csúcsukon élesen elhatárolt, sötét ibolya foltot viselnek.

## Képek

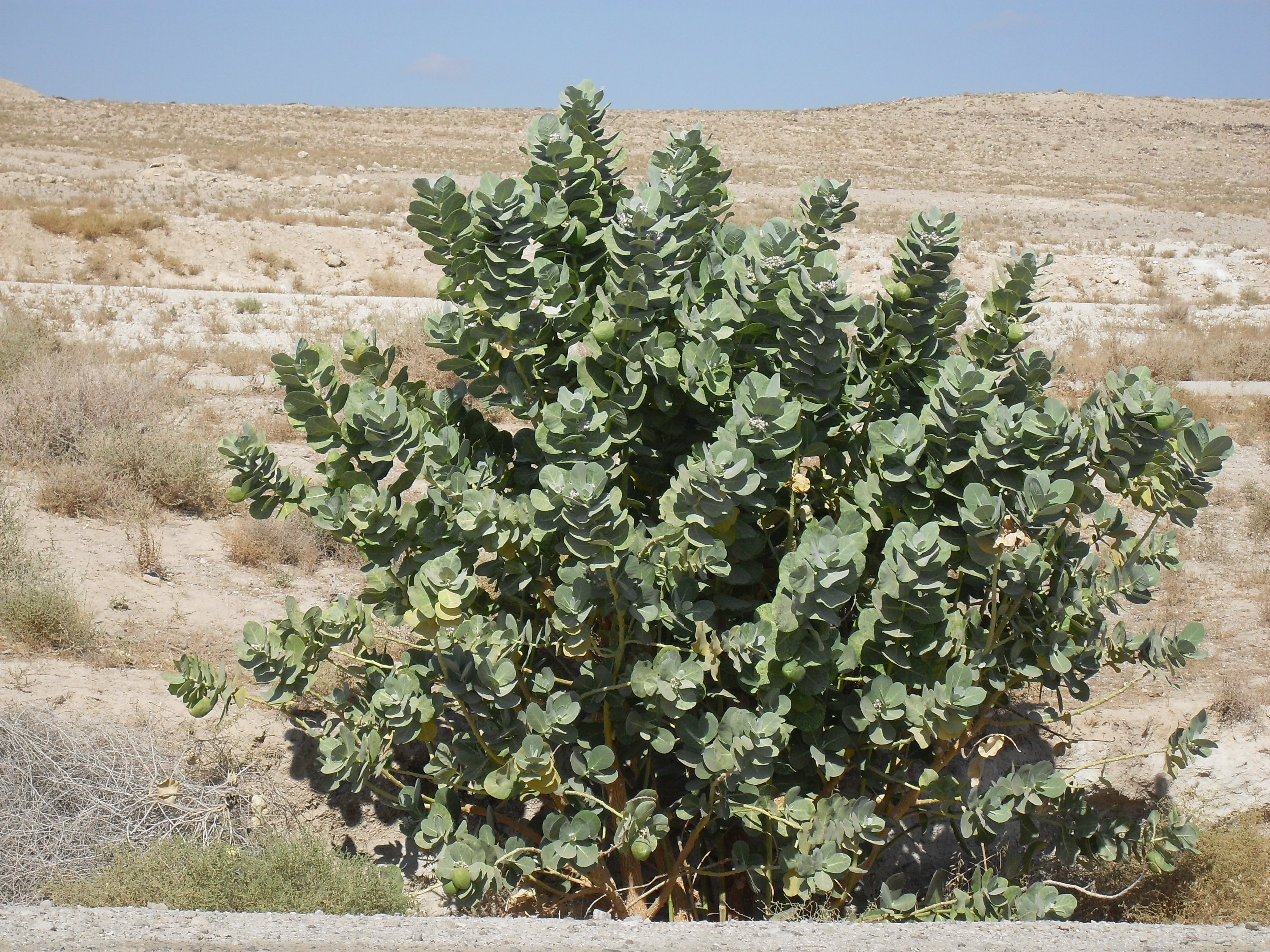
A növény
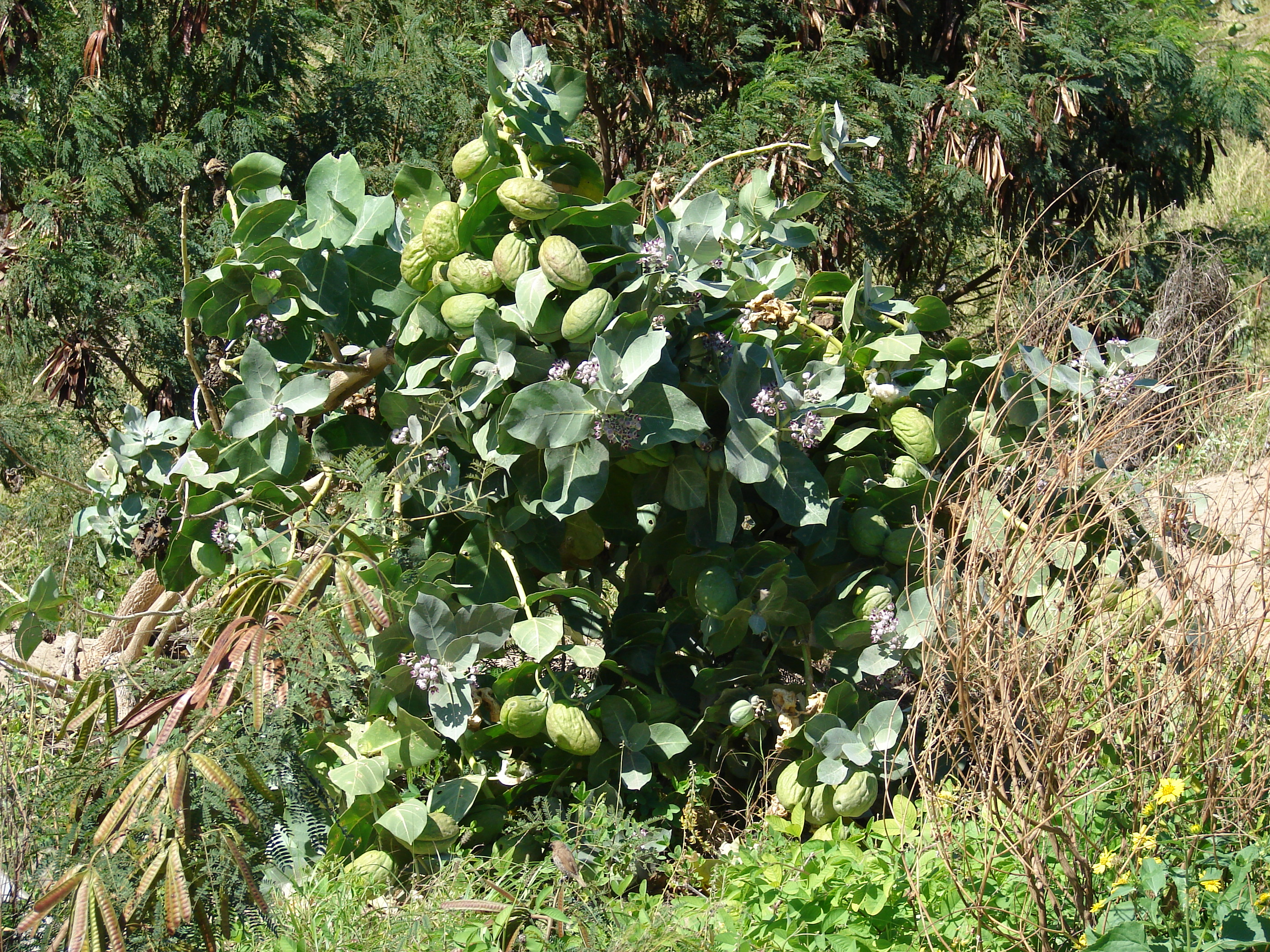
Termő bokor
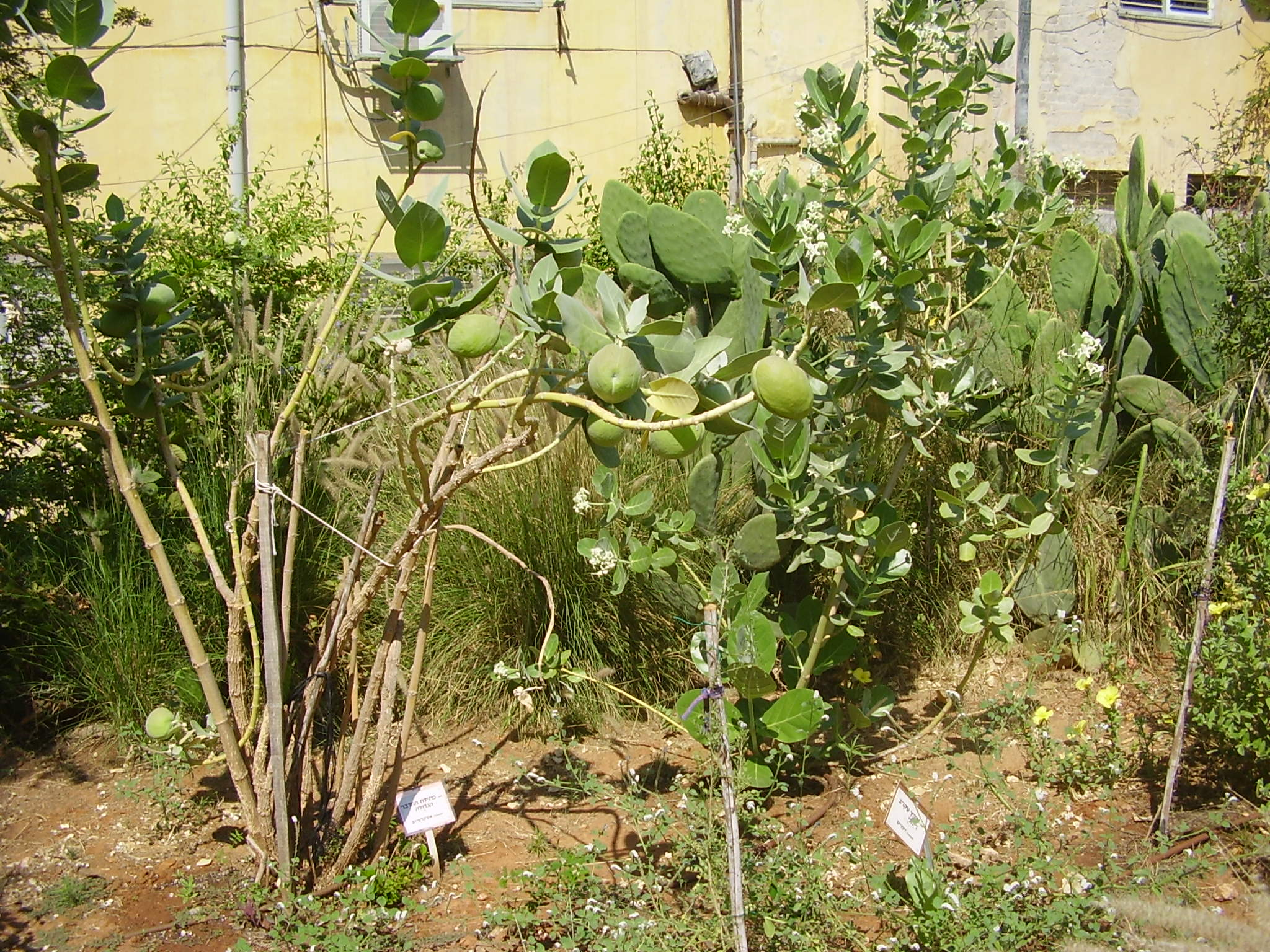
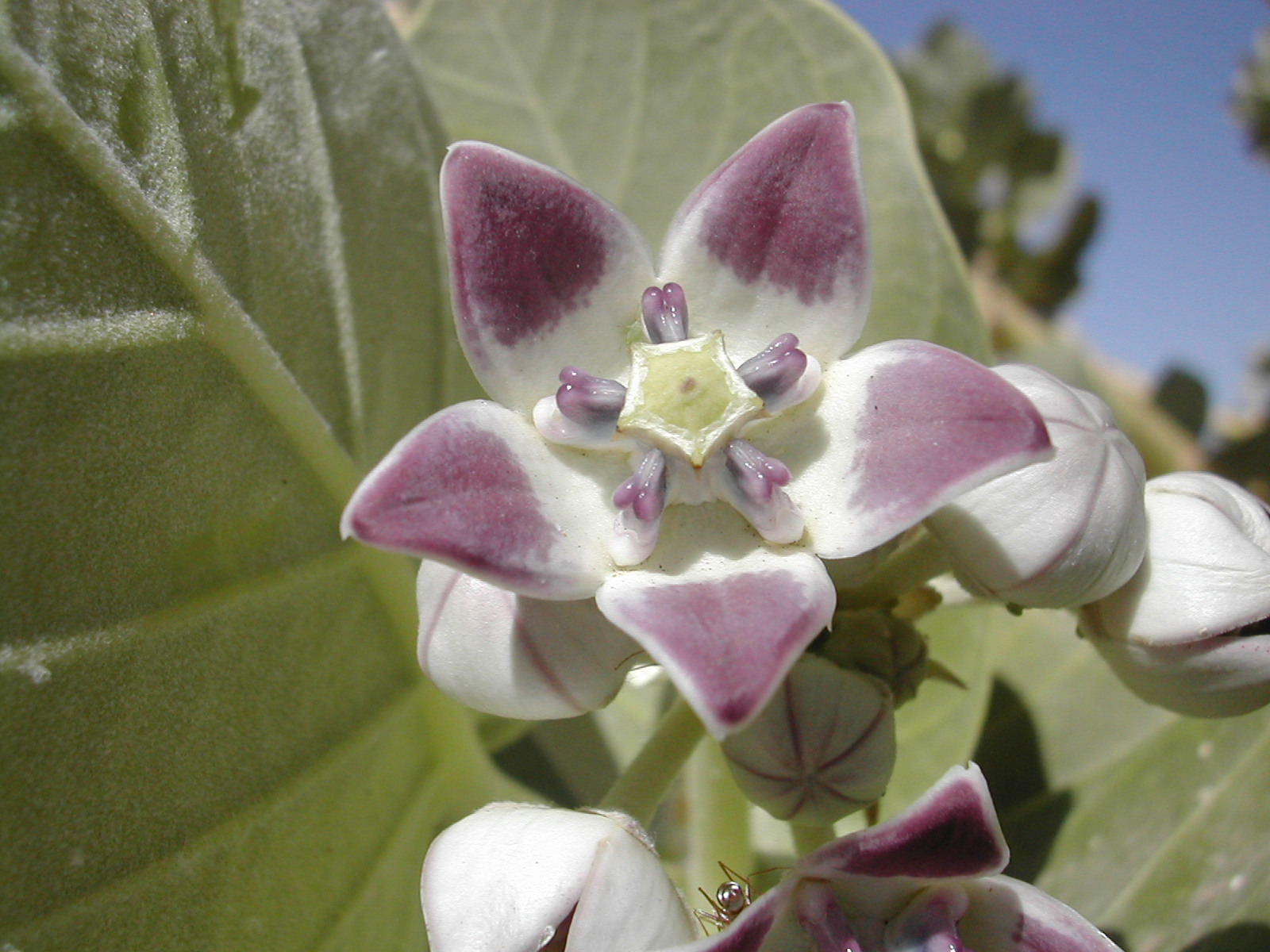
Virága
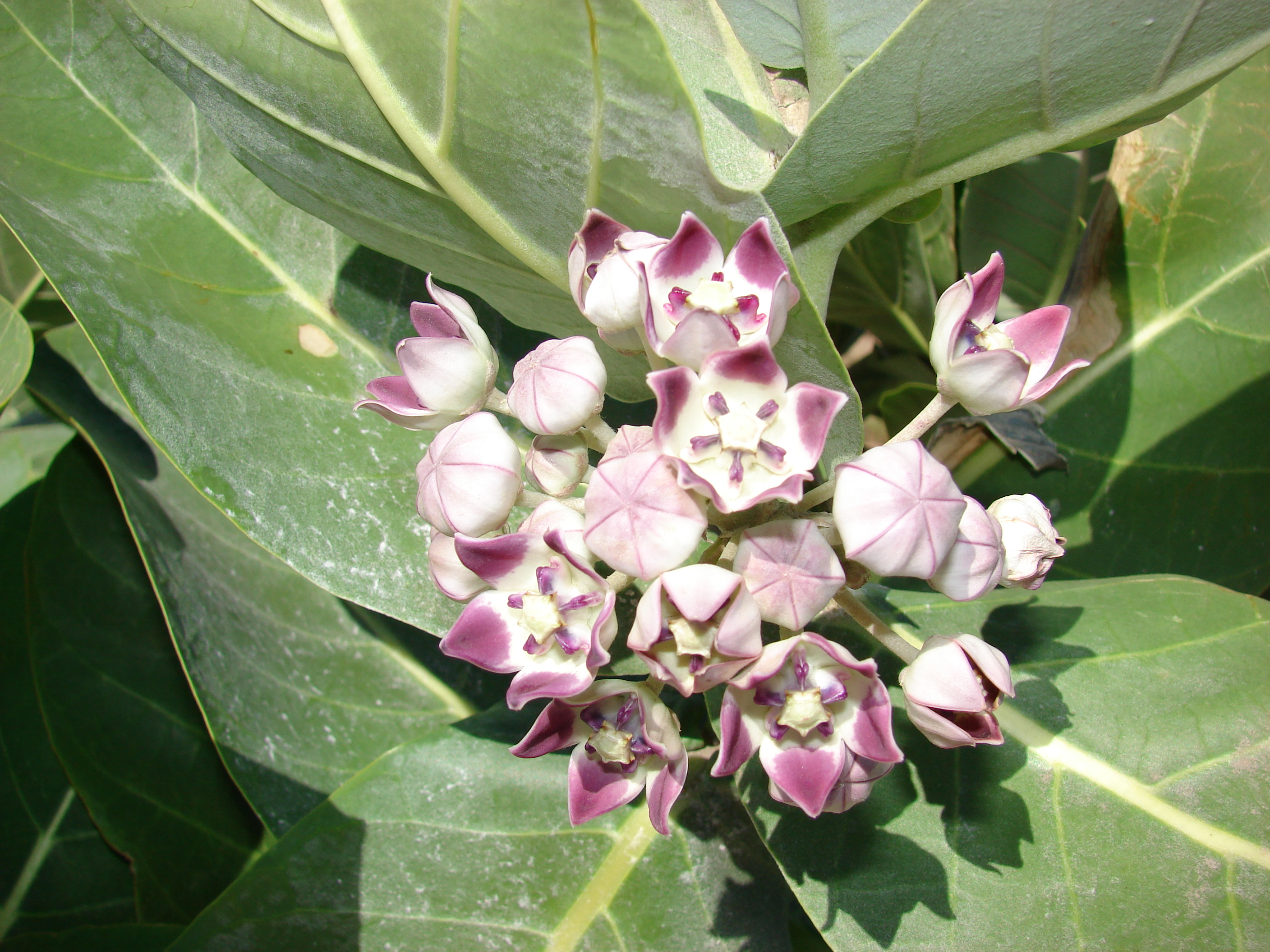
Bimbók és virágok
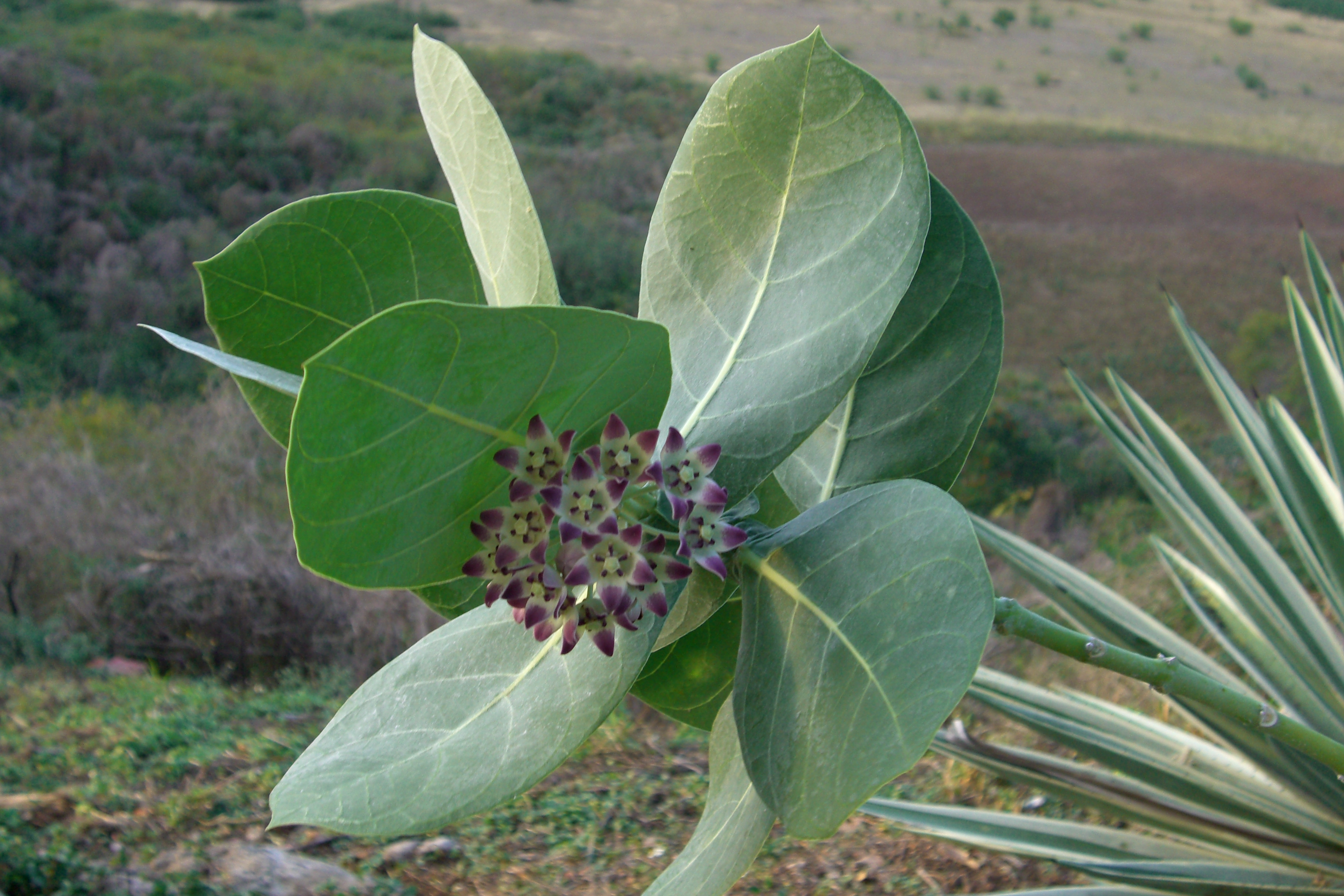
Levelei
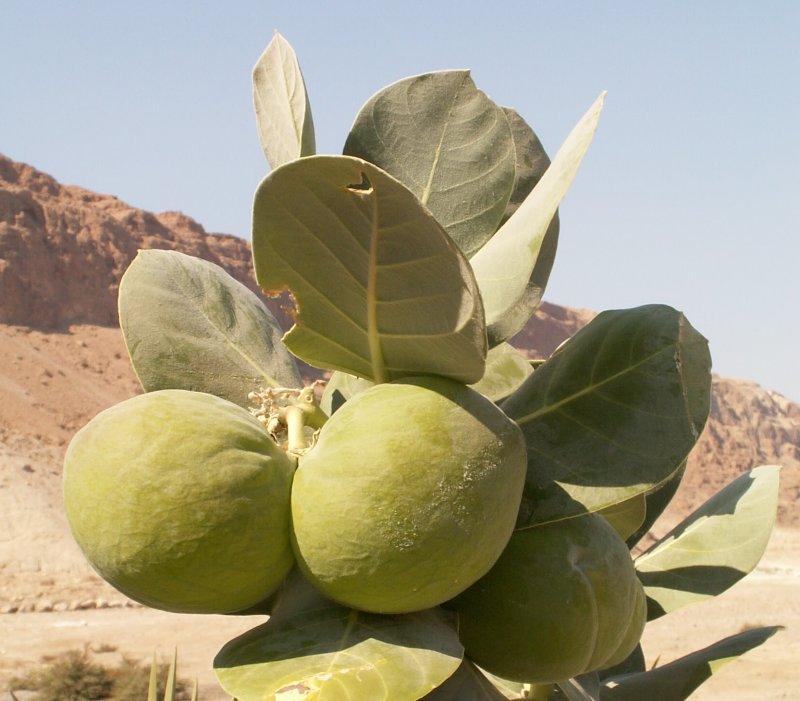
Szodomai alma termések a Holt-tenger mellett, Izraelben
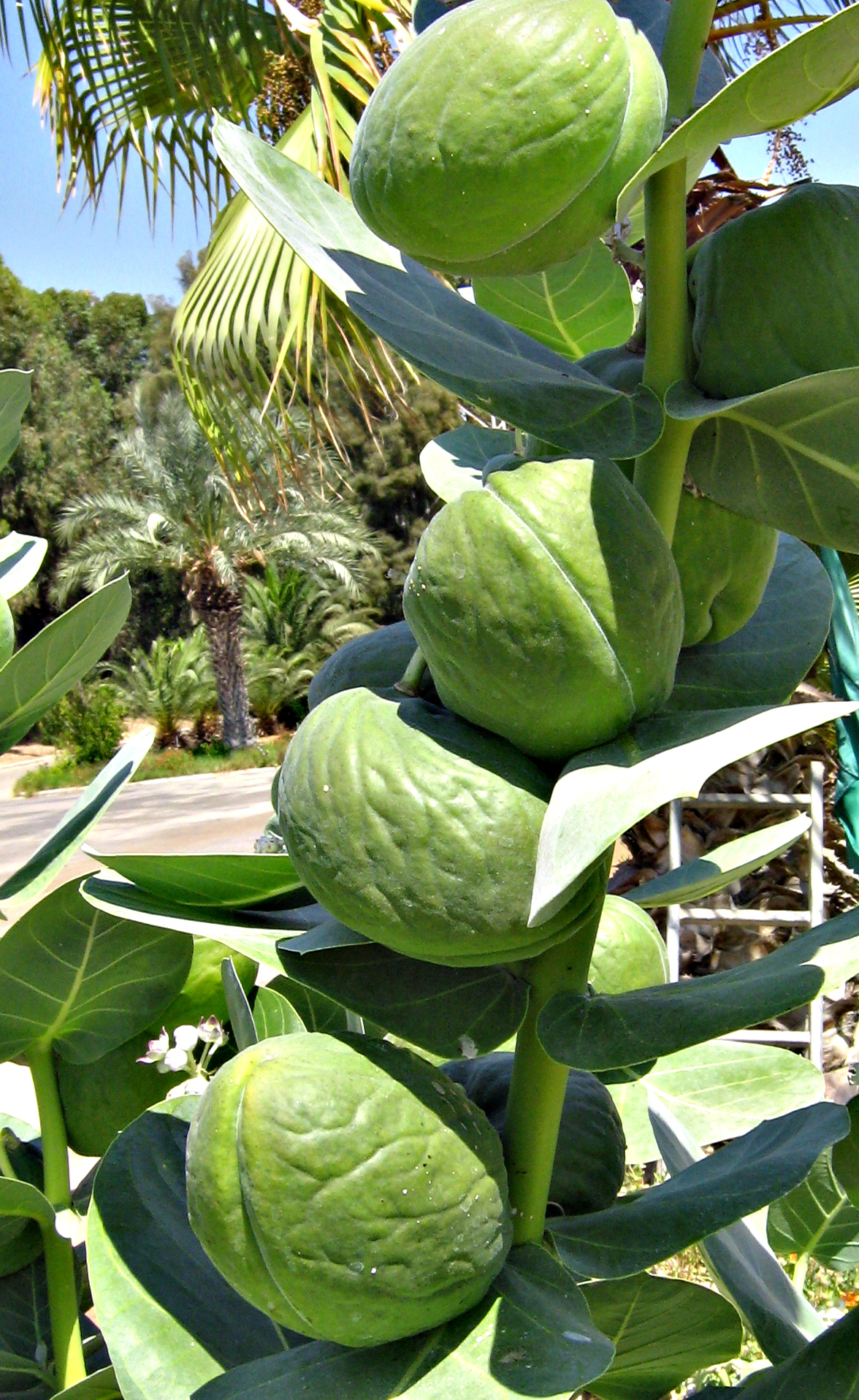
Termései
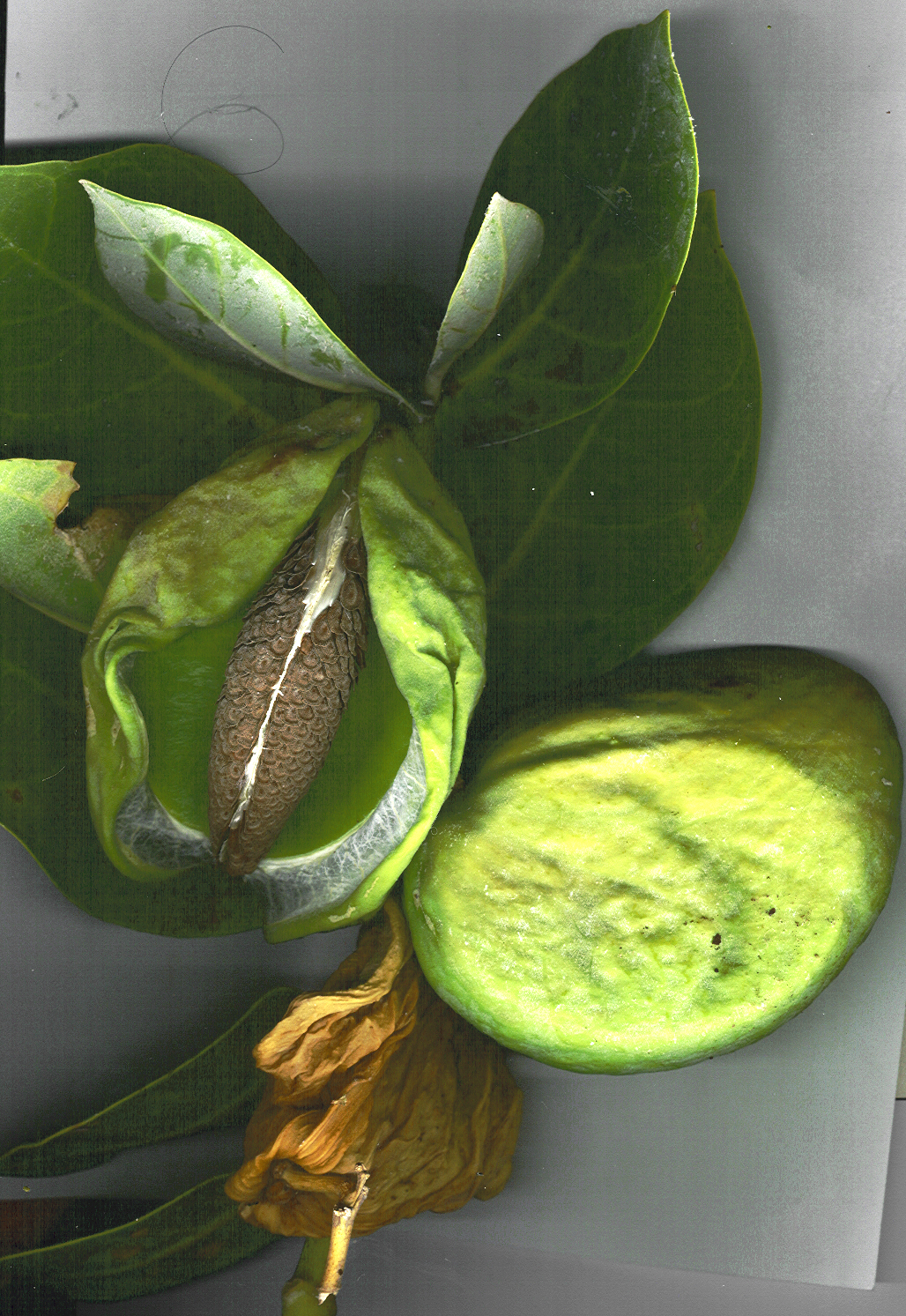
Száraz termések; az egyik meg van bontva
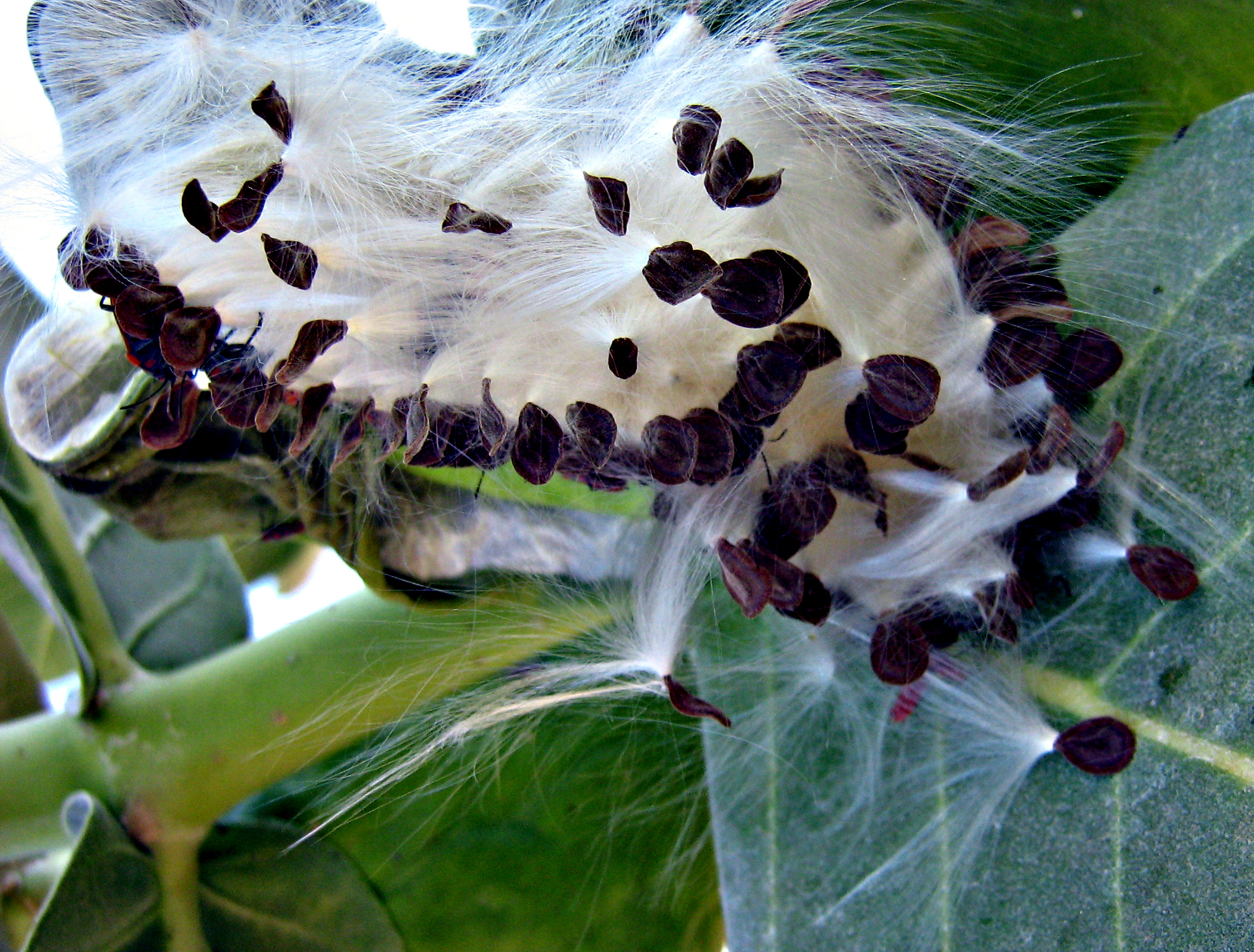
Magvak
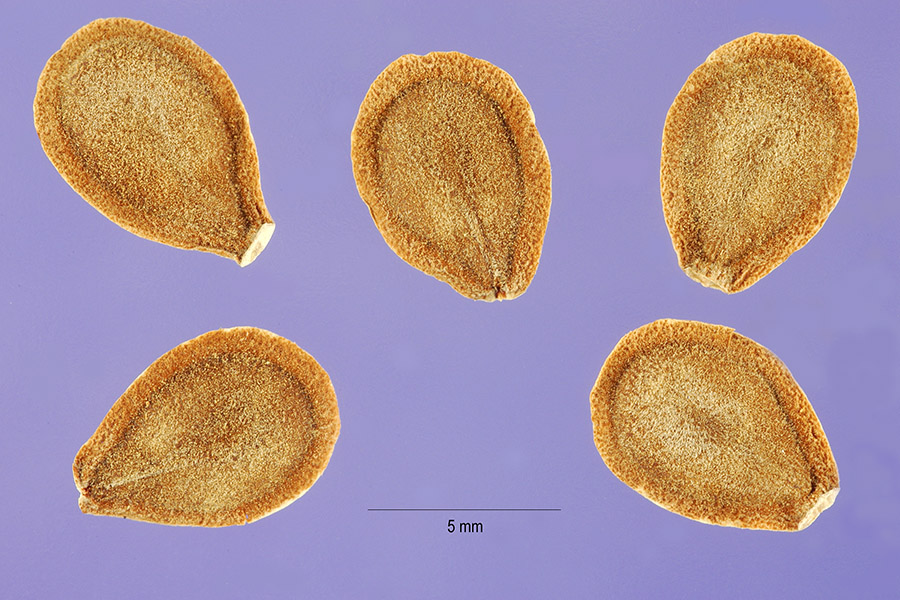
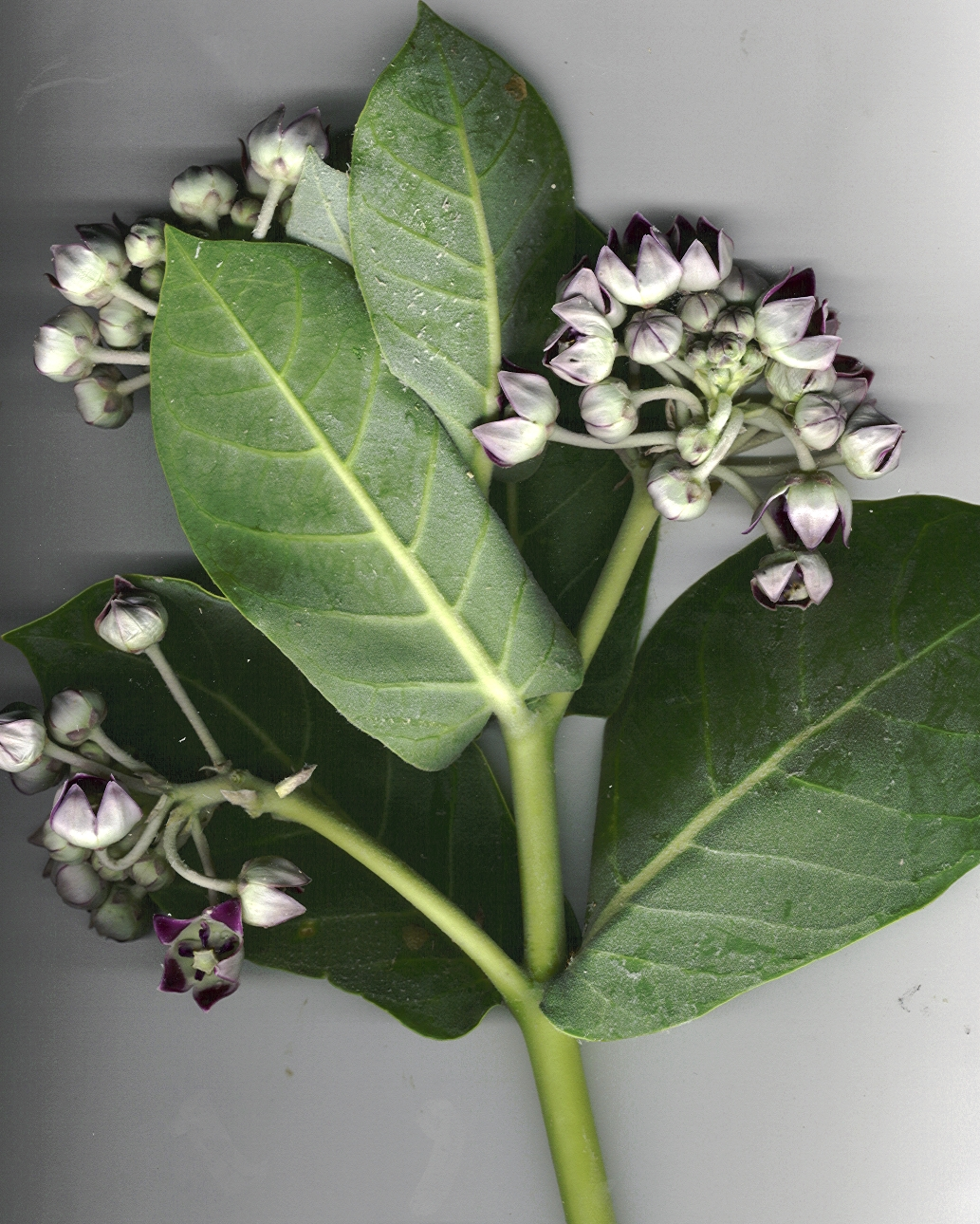
Leszedett ág, levelekkel és virágokkal